# Taterillus
Genre
Taterillus est un genre de rongeurs de la famille des Muridés. Ce sont des gerbilles.

## Liste d'espèces
Le genre Taterillus comprend les espèces suivantes :
Selon ITIS (31 mai 2016) et Mammal Species of the World (version 3, 2005)  (31 mai 2016) :
- Taterillus arenarius Robbins, 1974
- Taterillus congicus Thomas, 1915
- Taterillus emini Thomas, 1892
- Taterillus gracilis Thomas, 1892
- Taterillus harringtoni Thomas, 1906
- Taterillus lacustris Thomas & Wroughton, 1907
- Taterillus petteri Sicard, Tranier & Gautun, 1988
- Taterillus pygargus F. Cuvier, 1838
- Taterillus tranieri Dobigny, Granjon, Aniskin, Ba & Volobouev, 2003

Selon NCBI (31 mai 2016) :
- Taterillus arenarius
- Taterillus emini
- Taterillus gracilis
- Taterillus petteri
- Taterillus pygargus

## Noms vernaculaires et noms scientifiques correspondants
Liste alphabétique des noms vernaculaires attestés[réf. nécessaire] en français.
- Gerbille du Congo - Taterillus congicus
- Gerbille d'Emin - Taterillus emini
- Gerbille gracile - Taterillus gracilis
- Gerbille du Lac Tchad - Taterillus lacustris